# Сивите заливи
Сивите заливи (The Grey Havens) или още на елфически, Митлонд (Mithlond), е измислено географско място от книгите на Дж. Р. Р. Толкин, едно от местата в Средната земя.
Сивите заливи са пристанище в залива Лун, от което носителите на пръстени (Фродо, Билбо Бегинс, Гандалф, Елронд и Галадриел) поели на последното си пътешествие през Разделните моря към Безмъртните земи. А след това и последния от носителите на пръстена Сам си тръгнал от Средната земя от Сивите заливи